# Байрак

Байрак

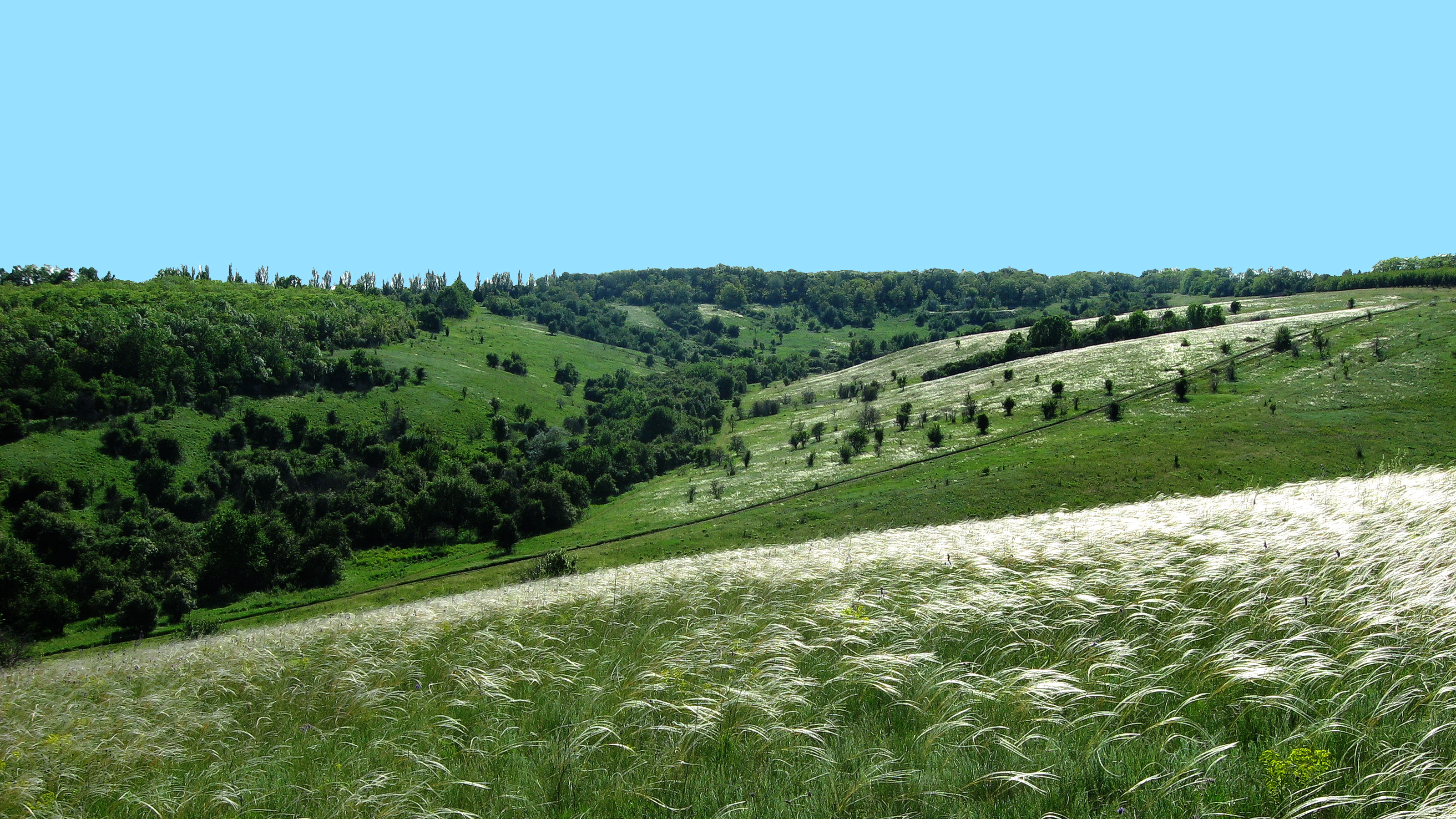
Степова балка з байрачним лісом. Запорізьке Правобережжя

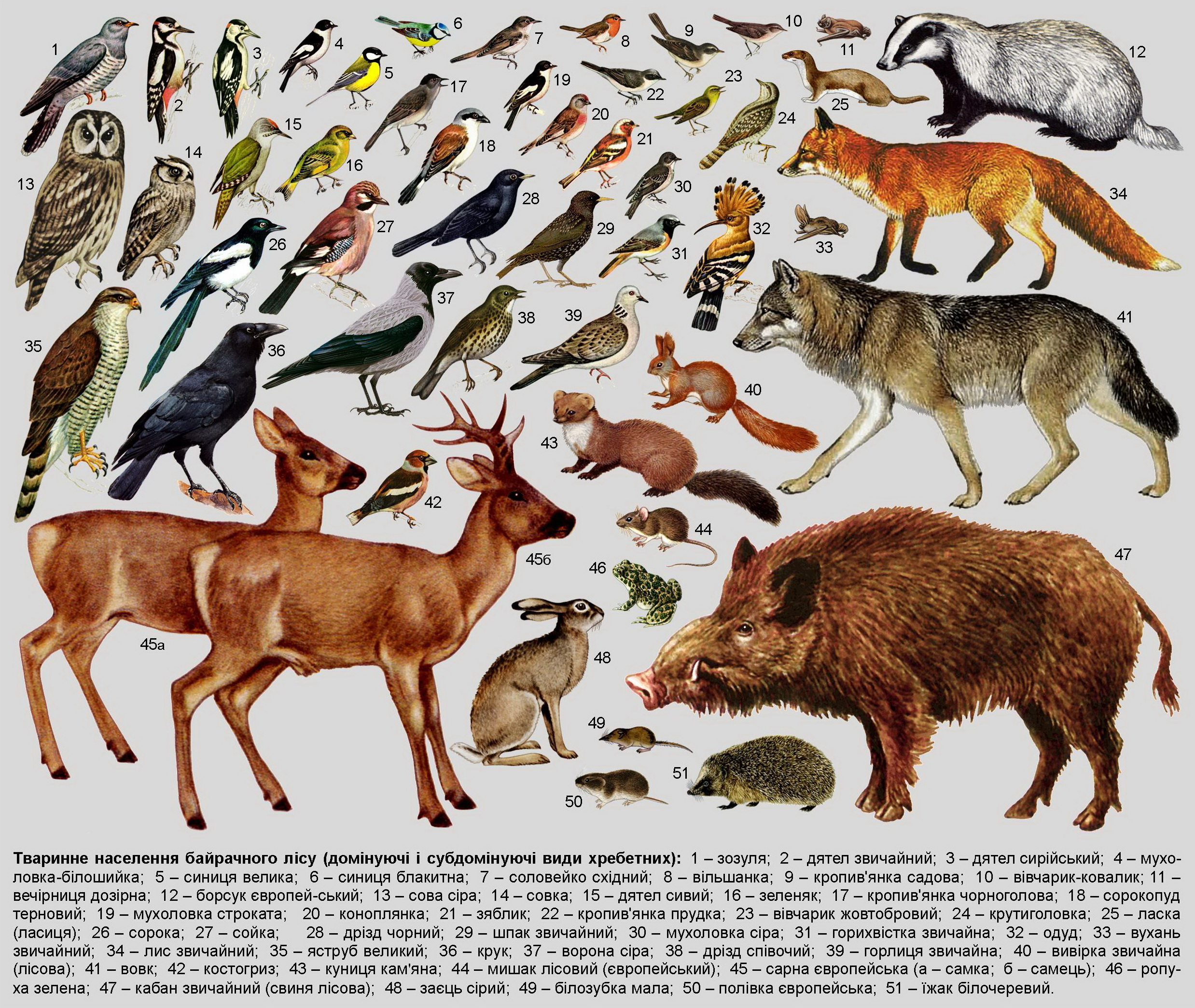
Тваринне населення байрачного лісу (домінуючі і субдомінуючі види хребетних)

Байра́к (тур. buyrak — ущелина, урвище або балка), рідше баїр (крим. bayır — пагорб або зарослий схил) — сухий або вологий яр (балка), що заріс деревами (здебільшого дубовими дібровами) чи чагарниковими кущами. Власне, такі діброви теж називають байраками.
Північно-степовий ландшафтний комплекс у поєднанні з деревними та трав'яними біоценозами по суті утворює лісостепи. Байракам характерні ерозійні форми рельєфу північної частини степової та південної частини лісостепової зон в місцевостях з глибоким базисом ерозії, більшими запасами вологи у донних ґрунтах і прохолоднішим мікрокліматом. Байраки мають добре розвинені схили.